# Quintanar de la Orden
Quintanar de la Orden és un municipi de la província de Toledo, a la comunitat autònoma de Castella la Manxa. Limita amb Mota del Cuervo a la província de Conca i Villanueva de Alcardete, El Toboso, Miguel Esteban i La Puebla de Almoradiel a la de Toledo.

## Demografia
| 1996  | 1998  | 1999  | 2000  | 2001  | 2002  | 2003   | 2004   | 2005   | 2006   |
| ----- | ----- | ----- | ----- | ----- | ----- | ------ | ------ | ------ | ------ |
| 9.330 | 9.389 | 9.448 | 9.503 | 9.776 | 9.935 | 10.193 | 10.431 | 10.581 | 10.471 |

## Administració
| Període      | Nom de l'alcalde/-essa        | Partit polític | Data de possessió |
| ------------ | ----------------------------- | -------------- | ----------------- |
| 1979 - 1983  | Juan Rojo Vallejo             | UCD            | 19/04/1979        |
| 1983 - 1987  | José Nieto Nuño de la Rosa    | AP/PDP/UL      | 28/05/1983        |
| 1987 - 1991  | Joaquín Fernández Pérez       | PP             | 30/06/1987        |
| 1991 - 1995  | Manuel Goya Burgués           | PSOE           | 15/06/1991        |
| 1995 - 1999  | Carlos Alberto Madero Maqueda | PP             | 17/06/1995        |
| 1999 - 2003  | Carlos Alberto Madero Maqueda | PP             | 03/07/1999        |
| 2003 - 2007  | Francisco Javier Úbeda Nieto  | PSOE           | 14/06/2003        |
| 2007 - 2011  | Francisco Javier Úbeda Nieto  | PSOE           | 16/06/2007        |
| 2011 - 2015  | Carlos Alberto Madero Maqueda | PP             | 11/06/2011        |
| 2015 - 2019  | n/d                           | n/d            | 13/06/2015        |
| 2019 - 2023  | n/d                           | n/d            | 15/06/2019        |
| Des del 2023 | n/d                           | n/d            | 17/06/2023        |